# Pterula pteridicola
Pterula pteridicola är en svampart som beskrevs av Khurana 1980. Pterula pteridicola ingår i släktet Pterula och familjen mattsvampar.   Inga underarter finns listade i Catalogue of Life.